# Orenia salinaria
Orenia salinaria è una specie di batterio appartenente alla famiglia delle Halobacteroidaceae.